# مسار إجباري (مسلسل)
مسار إجباري هو مسلسل تلفزيوني مصري عُرض في شهر رمضان عام 1445 هـ، من بطولة أحمد داش، عصام عمر، صابرين، رشدي الشامي وبسمة، ومن إخراج نادين خان.

## قصة المسلسل
تدور الأحداث في إطار من التشويق والإثارة، يعيش الشابان "علي" و"حسين" حياتين مختلفتين، ثم يكتشفان أنهما أخوان من الأب، الذي يموت ويترك لهما دليلًا يغير مسار جريمة قتل.

## طاقم التمثيل
- أحمد داش
- عصام عمر
- صابرين
- بسمة
- رشدي الشامي
- مي الغيطي
- نور محمود
- جوري بكر
- محسن منصور
- ياسمينا العبد
- نورين أبو سعدة
- جهاد حسام الدين
- كمال أدهم
- معاذ نبيل

## وصلات خارجية
- مسار إجباري (مسلسل) على موقع قاعدة بيانات الأفلام العربية